# Последња љубав у Цариграду
„Последња љубав у Цариграду: приручник за гатање“ је роман српског књижевника Милорада Павића, написан у форми водича за гледање у Тарот карте. Први пут је објављен у издању Просвете 1994. Роман је подељен у 22 поглавља, која су насловљена по картама велике аркане Тарота. Радња се одиграва за време Наполеонових ратова, и у средишту заплета су три српске породице: Опујући из Трста, Калиперовићи из Сремских Карловаца и Тенецки из Земуна. И док се Калиперовићи и Тенецки боре у војсци на страни Аустрије, Опујићи су војници француске војске. „Последња љубав у Цариграду”, попут других Павићевих прозних остварења, садржи богати необарокни корпус фантастике, гротескних ликова и зачудних ситуација.